# Cysoing

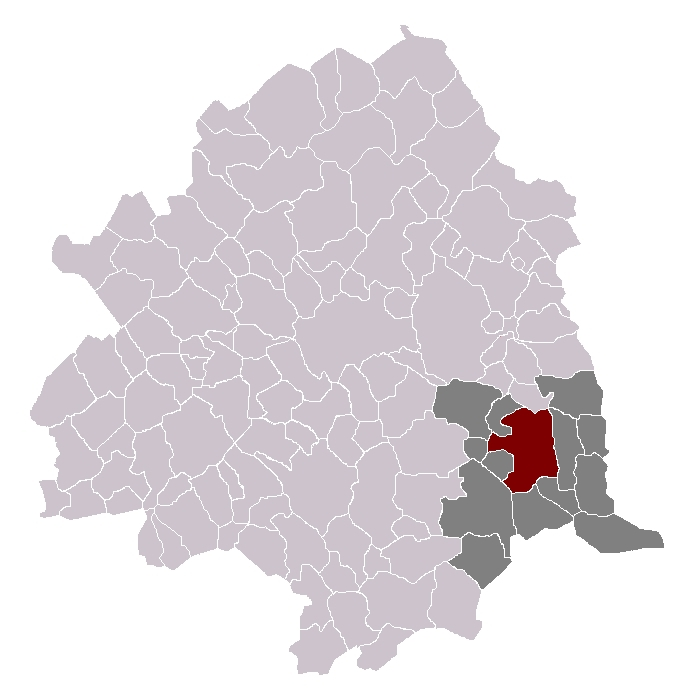
Ubicació de Cysoing dins del cantó i el districte

Cysoing és un municipi francès, situat a la regió dels Alts de França, al departament del Nord. L'any 2006 tenia 4.374 habitants. Limita al nord amb Gruson, al nord-est amb Camphin-en-Pévèle, a l'est amb Bourghelles, al sud amb Genech i Cobrieux, al sud-oest amb Louvil i Templeuve-en-Pévèle, a l'oest amb Péronne-en-Mélantois i al nord-ouest amb Sainghin-en-Mélantois i Bouvines.

## Demografia
| 1962                                       | 1968  | 1975  | 1982  | 1990  | 1999  | 2006  |
| ------------------------------------------ | ----- | ----- | ----- | ----- | ----- | ----- |
| 3.266                                      | 3.460 | 3.531 | 3.454 | 3.699 | 4.218 | 4.374 |
| Des de 1962: població sense dobles comptes |       |       |       |       |       |       |

## Administració
| Període   | Identitat          | Partit |
| --------- | ------------------ | ------ |
| 1989-2001 | Didier Caffart     | PS     |
| 2001-     | Benjamin Dumortier |        |